# 空軍力
空軍力（くうぐんりょく、英: Military air power）または航空戦力（こうくうせんりょく）は、空における戦力である。

## 概要
空軍力はエアパワーの基幹的な要素であり、空軍以外の軍種を含んだ航空アセット（各種航空機・ミサイル・ドローン等の飛翔体）のみならず国力（民間航空産業、国家政策等）を含む総称であるエアパワーとは区別される。
戦闘では航空作戦・航空戦を実行する。高度な打撃力と速度による平時での抑止力、戦時における航空優勢の獲得や支援戦闘などを行う戦力である。
航空機の発展とともに発達した概念であるためにその歴史は比較的浅く、世界各国の軍隊では陸軍・海軍に次いで空軍が創設される歴史的な経緯が殆どである。
空軍部隊における警戒隊・飛行隊・ミサイル（対空火器）部隊が、航空戦力の大部分を担っている。

## 歴史
空軍力は、概念化される以前において、航空機の発達と共に進化してきた。
20世紀初頭にライト兄弟が初めてノースカロライナ州で飛行実験を成功させ、第一次世界大戦初期には航空機を航空偵察作戦に運用することが各国陸軍で始められていた。当初は砲兵部隊が間接射撃を行う際に必要な偵察写真撮影・弾着観測などのための運用であったが、この航空機の出現によって同時に敵航空機の偵察行動を阻止することの必要性も出現し、航空機は空中における戦闘能力を付与されることとなる。ここに戦闘機が生まれ、航空優勢の獲得競争という本格的な航空戦の開始された。
また次第に空軍力の重要性は政治家、軍人、国民に強く認識されるようになる。これは航空機が爆撃のプラットフォームとして運用するほどに航空技術が発達したことが起因する。1917年にはイギリスのロンドンが空襲を受けたことで国民の激しい抗議を生み、世界最強の大海軍国として海軍を主力としてきたイギリス軍では空軍を設置することとなり、軍備大系や運用の教義を革新させていくこととなった。また1918年頃のドイツ軍の攻勢作戦と連合国軍の反攻作戦においては航空機は従来の偵察や砲兵部隊の着弾観測だけでなく、歩兵・戦車部隊の近接航空支援や航空阻止、戦略爆撃など戦場において主要な役割を果たすようになった。
第一次世界大戦後には、航空優勢の重要性及び航空爆撃の限界についての一般的な理解や戦訓が認識された。特にドイツにおいては第一次大戦の戦史研究を行って1933年にドイツ空軍を創設し、空軍力の研究を積極的に行った。そして1935年に、運用についての戦闘教義を『航空戦要綱』（ドイツ語: Die Luftkriegsführung）として初めて理論化した。1940年にはドイツ空軍は世界屈指の空軍力を造成しており、誘導飛行中隊を編制し、航空作戦の理論化、航空優勢獲得の概念化を行い、航法装置や目標指示弾を開発していた。一方、イギリス空軍は目視のちレーダーによる監視網を構築し、得られた情報を司令部に集約する早期警戒システムを構築していた。
第二次世界大戦のヨーロッパ戦線では長距離からの戦略爆撃が積極的に行われることになる。これには第一次世界大戦の消耗戦を破壊力の高い空軍力で殲滅戦にしようとする意図があった。しかし実際には爆撃部隊は多大な損失を出す消耗戦に直面することとなる。これは太平洋戦争においても概ね同様の傾向であった。しかし真珠湾攻撃において日本海軍は雷撃機と急降下爆撃機を航空母艦に搭載して運用することにより、アメリカ海軍の海軍力を撃滅することに成功した。これは海軍力と空軍力の併用であり、これまでの制海権獲得のための大艦巨砲主義という海軍力の戦闘教義に空軍力が変化をもたらすことになる。
冷戦期の国際情勢においては核兵器を中心とした大量破壊兵器や弾道ミサイルの開発が進むと、従来航空機を主力としていた空軍力も核戦略に基づいて運用される能力へと転化させていくこととなった。

## 特性
空軍力はまず高度な移動速度を有しており、あらゆる事態に対して即応的な戦闘展開や戦略機動が可能である。これに伴って広範囲な行動範囲を持っており、その行動範囲は地形的な制約を一切受けない。そのために燃料補給などの技術的な条件を満たすことが出来れば、世界中どこへでも移動・攻撃することは可能である。
また柔軟な運用が可能でもあり、作戦行動においても上級司令部が各部隊の統制を行いやすい。また高速で広範囲に移動できるために輸送力も比較的に高く、また作戦・戦闘においては陸軍力や海軍力に対して重大な攻撃を行うことも出来る。